# Centro Médico de la Universidad de Misisipi
El Centro Médico de la Universidad de Mississippi (University of Mississippi Medical Center - UMMC) es el campus de ciencias de la salud de la Universidad de Misisipi (Ole Miss) y está ubicado en Jackson, Misisipi, Estados Unidos. UMMC es el único centro médico académico del estado.
La UMMC alberga siete escuelas de ciencias de la salud: Medicina, Odontología, Enfermería, profesiones relacionadas con la salud, estudios de posgrado en Ciencias de la Salud, Salud Pública y Farmacia. El campus de 164 acres también incluye el Hospital Universitario, Hospital Wiser para Mujeres y Niños, Conerly Critical Care Hospital, Batson Children's Hospital, el único hospital infantil del estado y Rowland Medical Library.
Como campus académico de ciencias de la salud de la Universidad de Misisipi, el Centro Médico funciona como una unidad semiautónoma acreditada por separado responsable ante el rector de la universidad y, a través de él, ante la Junta de Síndicos constitucional de las Instituciones Estatales de Educación Superior (DIH ). El Centro Médico de la Universidad de Misisipi está acreditado por la Southern Association of Colleges and Schools Commission on Colleges (SACSCOC) para otorgar títulos de grado, maestría y doctorado.
La inscripción en los 28 programas de grado de la UMMC es de más de 2,900 estudiantes. Se da preferencia de admisión a los residentes de Misisipi en un esfuerzo por proporcionar profesionales para satisfacer las necesidades de atención médica del estado.
UMMC es el único hospital del estado designado como centro de trauma de Nivel 1. Los servicios hospitalarios especializados incluyen: resonancia magnética intervencionista; la única unidad de cuidados intensivos neonatales (UCIN) de nivel 4 en el estado; UCI médicas, quirúrgicas, cardíacas, de neurociencia y pediátricas independientes; una estación cardíaca para el diagnóstico y tratamiento de enfermedades cardíacas; una clínica de insuficiencia cardíaca; programas de trasplante de corazón, riñón, hígado, páncreas, córnea y médula ósea; sistemas de imágenes radiológicas de última generación; un laboratorio de trastornos del sueño; un programa de fertilización in vitro; y servicios farmacéuticos especiales.